# Lynne Marta
Lynne Marta (Somerville, 30 de octubre de 1945-Los Ángeles, 11 de enero de 2024) fue una actriz y cantante estadounidense.

## Biografía
Lynne Marta falleció el 11 de enero de 2024 a los 78 años, de cáncer en Los Ángeles.

## Filmografía
- 1966, The Monkees
- 1966, Gidget
- 1972, Joe Kidd
- 1975, Starsky y Hutch
- 1981, Playa sangrienta
- 1984, Footloose
- 1990, Tres hombres y una pequeña dama
- 1990, Columbo
- 1997, Durmiendo con el diablo
- The Lloyd Thaxton Show
- Love, American Style
- Help Me… I’m Possessed
- David Soul and Friends